# Боуз-Лайон, Патрик, 15-й граф Стратмор и Кингхорн
Патрик Боуз-Лайон, 15-й и 2-й граф Стратмор и Кингхорн (англ. Patrick Bowes-Lyon, 15th and 2nd Earl of Strathmore and Kinghorne; 22 сентября 1884 — 25 мая 1949) — британский дворянин и пэр. Старший брат королевы Елизаветы, королевы-матери, и дядя по материнской линии королевы Елизаветы II. Он носил титул учтивости — лорд Глэмис с 1904 по 1944 год.

## Биография
Родился 22 сентября 1884 года в Сент-Полс-Уолден-Бери, графство Хартфордшир, Англия. Старший сын Клода Боуз-Лайона, 14-го графа Стратмора и Кингхорна (1855—1944), и Сесилии Кавендиш-Бентинк (1862—1938). Старший брат Элизабет Боуз-Лайон (позже королевы-матери) и дядя королевы Елизаветы II и принцессы Маргарет.
Он получил чин капитана в шотландской гвардии. Участник Первой мировой войне, где был ранен. Он получил звание майора в 5-м батальоне «Черная стража». Он занимал должности мирового судьи графства Дарем и графства Ангус.
7 ноября 1944 года после смерти своего отца Патрик Боуз-Лайон унаследовал титулы 2-го графа Стратмора и Кингхорна (Пэрство Соединённого королевства), 15-го графа Стратмора и Кингхорна (Пэрство Шотландии), 15-го лорда Лайона и Глэмиса (Пэрство Шотландии), 22-го лорда Глэмиса (Пэрство Шотландии) и 3-го барона Боуза из замка Стретлам в графстве Дарем и из Лундейла в графстве Йоркшир (Пэрство Соединённого королевства), став членом Палаты лордов Великобритании.
Будучи дядей невесты, Патрик Боуз-Лайон был главным гостем на свадьбе принцессы Елизаветы и Филиппа Маунтбеттена в 1947 году.

## Брак и дети
21 ноября 1908 года в Лондоне Патрик Боуз-Лайон женился на леди Дороти Беатрикс Годольфин Осборн (3 декабря 1888 — 18 июня 1946), дочери Джорджа Осборна, 10-го герцога Лидса, и леди Кэтрин Фрэнсис Лэмбтон. У супругов было четверо детей:
- Достопочтенный Джон Патрик Боуз-Лайон, мастер Глэмис (1 января 1910 — 19 сентября 1941), погиб в бою, не женат
- Леди Сесилия Боуз-Лайон (28 февраля 1912 — 20 марта 1947) была подружкой невесты на свадьбе принца Альберта, герцога Йоркского, и леди Элизабет Боуз-Лайон 26 апреля 1923 года[3]. В 1939 году она вышла замуж за майора Кеннета Дугласа Эвелина Герберта Харингтона (1911—2007).
- Тимоти Боуз-Лайон, 16-й граф Стратмор и Кингхорн (18 марта 1918 — 13 сентября 1972), в 1958 году он женился на Мэри Бриджит Бреннан (1923—1967).
- Леди Нэнси Мойра Боуз-Лайон (18 марта 1918 — 11 февраля 1959), в 1940 году она вышла замуж за Лэнса Амиго Перси Берра Робинсона (1917—2010), с которым развелась в 1950 году. Она снова вышла замуж за Джона Майкла Матесона Блэра (1925—155) в 1954 году.

## Смерть
Граф Стратмор и Кингхорн скончался 25 мая 1949 года в Ангусе, Шотландия, в возрасте 64 лет. Ему наследовал его младший сын Тимоти.